# 柳叶鳞花草
柳叶鳞花草（学名：Lepidagathis stenophylla）为爵床科鳞花草属下的一个种。其种加词“Stenophylla”意为“窄叶的”。